# Hosaena
Hosaena (ou Hossana) é uma cidade, um woreda (tipo de divisão administrativa da Etiópia) separado no sul da Etiópia, e o centro administrativo da Zona Hadiya. Localizada na Região das Nações, Nacionalidades e Povos do Sul (SNNPR). Hosaena tem uma latitude e longitude de7° 33′ N, 37° 51′ L.
Um marco próximo é a Caverna Dawabelo, cujos pilares escavados na rocha sugerem que é uma igreja monolítica inacabada. Uma boa estrada foi construída em 1963 pela Gurage Road Association, que ligava Hosaena a Addis Abeba (capital de Etiópia) por meio de Welkite e Endibir. De acordo com o Escritório de Finanças e Desenvolvimento Econômico do SNNPR, as comodidades de Hosaena incluem acesso a telefone digital, serviço postal, serviço elétrico 24 horas, banco e hospital.

## História
Em 1910, Hosaena tornou-se o centro administrativo da província de Hadiya. A cidade foi ocupada pelos italianos em 11 de fevereiro de 1937. Em 1958, Hosaena era um dos 27 lugares na Etiópia classificados como município de primeira classe.
Em 1929, dois missionários se estabeleceram na cidade, e seus esforços levaram Hosaena a se tornar um centro do cristianismo protestante no sul da Etiópia. Em dezembro de 1949, a cidade organizou uma conferência bíblica, com a presença de 800 pessoas. Em abril de 1970, o centro administrativo do Sínodo de Kembata da Igreja Mekane Yesus foi oficialmente transferido de Durame para Hosaena; o sínodo foi posteriormente renomeado como "Sínodo Centro-Sul".

## Dados demográficos
Com base no Censo de 2007 realizado pela CSA, a cidade tem uma população total de 69.995 habitantes, dos quais 35.523 são homens e 34.472 são mulheres. A maioria dos habitantes é protestantes, com 65,74% da população relatando essa crença, 24,6% praticam o cristianismo ortodoxo etíope, 6,57% são muçulmanos e 1,99% são católicos.
O censo nacional de 1994 informou que esta cidade tinha uma população total de 31.701, dos quais 15.593 eram homens e 16.108 eram mulheres.